# ФК Алтај
ФК Алтај (тур. Altay Spor Kulübü) је турски фудбалски клуб из Измира. Клуб је основан 1914. године. Алтај игра на стадиону Алсанжак који има капацитет од 15.358 места. У Турској лиги, клуб је освојио три пута треће место, а два пута је освојио турски куп.

## Успеси
- Суперлига Турске у фудбалу 
  - Треће место (2) :  1969/70, 1976/77.
- Турски куп:
  - Победник (2) :  1966/67, 1979/80.
  - Финалиста (5):  1963/64, 1967/68, 1971/72, 1978/79, 1985/86.
- Турски супер куп
  - Финалиста (2) :  1967, 1980.

## Алтај у европским такмичењима
| Сезона   | Такмичење             | Коло    | Противник      | Резултат  |
| -------- | --------------------- | ------- | -------------- | --------- |
| 1962/63. | Куп сајамских градова | 1. коло | Рома           | 3-1, 1-10 |
| 1967/68. | Куп победника купова  | 1. коло | Стандард Лијеж | 2-3, 0-0  |
| 1968/69. | Куп победника купова  | 1. коло | Лин Осло       | 3-1, 1-4  |
| 1969/70. | Куп сајамских градова | 1. коло | Карл Цајс Јена | 0-1, 0-0  |
| 1977/78. | УЕФА куп              | 1. коло | Карл Цајс Јена | 1-5, 4-1  |
| 1980/81. | Куп победника купова  | 1. коло | Бенфика        | 0-0, 0-4  |
| 1998.    | Интертото куп         | 1. коло | Шамрок роверси | 3-1, 2-3  |
|          |                       | 2. коло | Диошђер ВТК    | 1-1, 1-0  |
|          |                       | 3. коло | Бастија        | 0-2, 3-2  |